# Tschechoslowakische Fußballmeisterschaft 1929/30
Die Asociační liga 1929/30 war die sechste Spielzeit der höchsten tschechoslowakischen Spielklasse im Fußball der Männer.
Titelverteidiger Slavia Prag gewann alle vierzehn Spiele und wurde mit zehn Punkten Vorsprung vor Sparta Prag Meister.

## Modus
Die acht Mannschaften spielten im Verlauf der Saison zweimal gegeneinander; einmal zu Hause und einmal auswärts. Somit bestritt jede Mannschaft vierzehn Spiele. Die zwei letzten Teams stiegen ab.

## Asociační liga

### Abschlusstabelle
| Pl. | Verein             | Sp. | S  | U | N  | Tore    | Quote | Punkte |
| --- | ------------------ | --- | -- | - | -- | ------- | ----- | ------ |
| 1.  | Slavia Prag (M)    | 14  | 14 | 0 | 0  | 064:130 | 4,92  | 28:0   |
| 2.  | Sparta Prag        | 14  | 9  | 0 | 5  | 046:250 | 1,84  | 18:10  |
| 3.  | SK Viktoria Žižkov | 14  | 8  | 0 | 6  | 037:360 | 1,03  | 16:12  |
| 4.  | AFK Bohemians      | 14  | 7  | 1 | 6  | 045:330 | 1,36  | 15:13  |
| 5.  | Teplitzer FK (N)   | 14  | 7  | 0 | 7  | 036:370 | 0,97  | 14:14  |
| 6.  | SK Kladno          | 14  | 5  | 1 | 8  | 032:400 | 0,80  | 11:17  |
| 7.  | ČAFC Vinohrady (N) | 14  | 3  | 0 | 11 | 018:650 | 0,28  | 06:22  |
| 8.  | SK Čechie Karlín   | 14  | 2  | 0 | 12 | 021:500 | 0,42  | 04:24  |

Platzierungskriterien: 1. Punkte – 2. Torquotient

### Kreuztabelle
| 1929/30            | Slavia Prag | Sparta Prag | SK Viktoria Žižkov | AFK Bohemians | Teplitzer FK | SK Kladno | ČAFC Vinohrady | SK Čechie Karlín |
| Slavia Prag        |             | 2:0         | 3:1                | 4:3           | 4:1          | 7:0       | 11:0           | 3:2              |
| Sparta Prag        | 2:3         |             | 5:3                | 7:2           | 5:2          | 5:1       | 4:0            | 3:0              |
| SK Viktoria Žižkov | 1:8         | 3:1         |                    | 1:2           | 5:3          | 2:3       | 5:1            | 3:0              |
| AFK Bohemians      | 0:2         | 1:2         | 2:3                |               | 6:1          | 5:1       | 4:0            | 4:1              |
| Teplitzer FK       | 1:2         | 3:2         | 2:0                | 7:3           |              | 3:0       | 4:2            | 2:0              |
| SK Kladno          | 1:2         | 3:2         | 1:2                | 3:3           | 3:1          |           | 1:2            | 2:3              |
| ČAFC Vinohrady     | 0:10        | 1:4         | 3:4                | 0:4           | 1:3          | 1:7       |                | 5:3              |
| SK Čechie Karlín   | 1:3         | 1:4         | 2:4                | 1:6           | 4:3          | 2:6       | 1:2            |                  |

### Torschützenliste
| Pl. | Name              | Mannschaft                        | Tore |
| --- | ----------------- | --------------------------------- | ---- |
| 1.  | František Kloz    | SK Kladno                         | 15   |
| 2.  | Antonín Puč       | Slavia Prag                       | 14   |
| 3.  | František Junek   | Slavia Prag                       | 13   |
| 3.  | František Svoboda | Slavia Prag                       | 13   |
| 5.  | Karel Hromádka    | SK Viktoria Žižkov                | 12   |
| 5.  | Jan Smolka        | Sparta Prag (4) AFK Bohemians (8) | 12   |
| 7.  | Josef Šíma        | Teplitzer FK                      | 11   |
| 7.  | Bohumil Joska     | Slavia Prag                       | 11   |
| 7.  | Otto Haftl        | Teplitzer FK (7) Sparta Prag (4)  | 11   |
| 7.  | Josef Košťálek    | Sparta Prag                       | 11   |

## Amateurmeisterschaft
In der Saison 1929/30 fand neben einer Profi- auch eine Amateurmeisterschaft statt. Tschechoslowakischer Amateurmeister wurde der 1. ČsŠK Bratislava, der sich im Endspiel gegen den AFK Kolín durchsetzte.

### 1. Runde
|                    | Gesamt |                     | Hinspiel | Rückspiel |
| ------------------ | ------ | ------------------- | -------- | --------- |
| Karlsbader FK      | 6:5    | SK Hradec Králové   | 2:4      | 4:1       |
| AFK Kolín          | 9:3    | SK Slavoj Prag VIII | 5:1      | 2:1       |
| SK Zlíchov         | 8:5    | SK Prostějov        | 5:4      | 3:1       |
| 1. ČsŠK Bratislava | 8:1    | DSV Brünn           | 2:1      | 6:0       |

### Halbfinale
|                    | Gesamt |               | Hinspiel | Rückspiel |
| ------------------ | ------ | ------------- | -------- | --------- |
| AFK Kolín          | 8:4    | Karlsbader FK | 2:2      | 6:2       |
| 1. ČsŠK Bratislava | 6:1    | SK Zlíchov    | 5:0      | 1:1       |

### Finale
|           | Gesamt |                    | Hinspiel | Rückspiel |
| --------- | ------ | ------------------ | -------- | --------- |
| AFK Kolín | 4:6    | 1. ČsŠK Bratislava | 2:2      | 2:4       |